# Port Liner

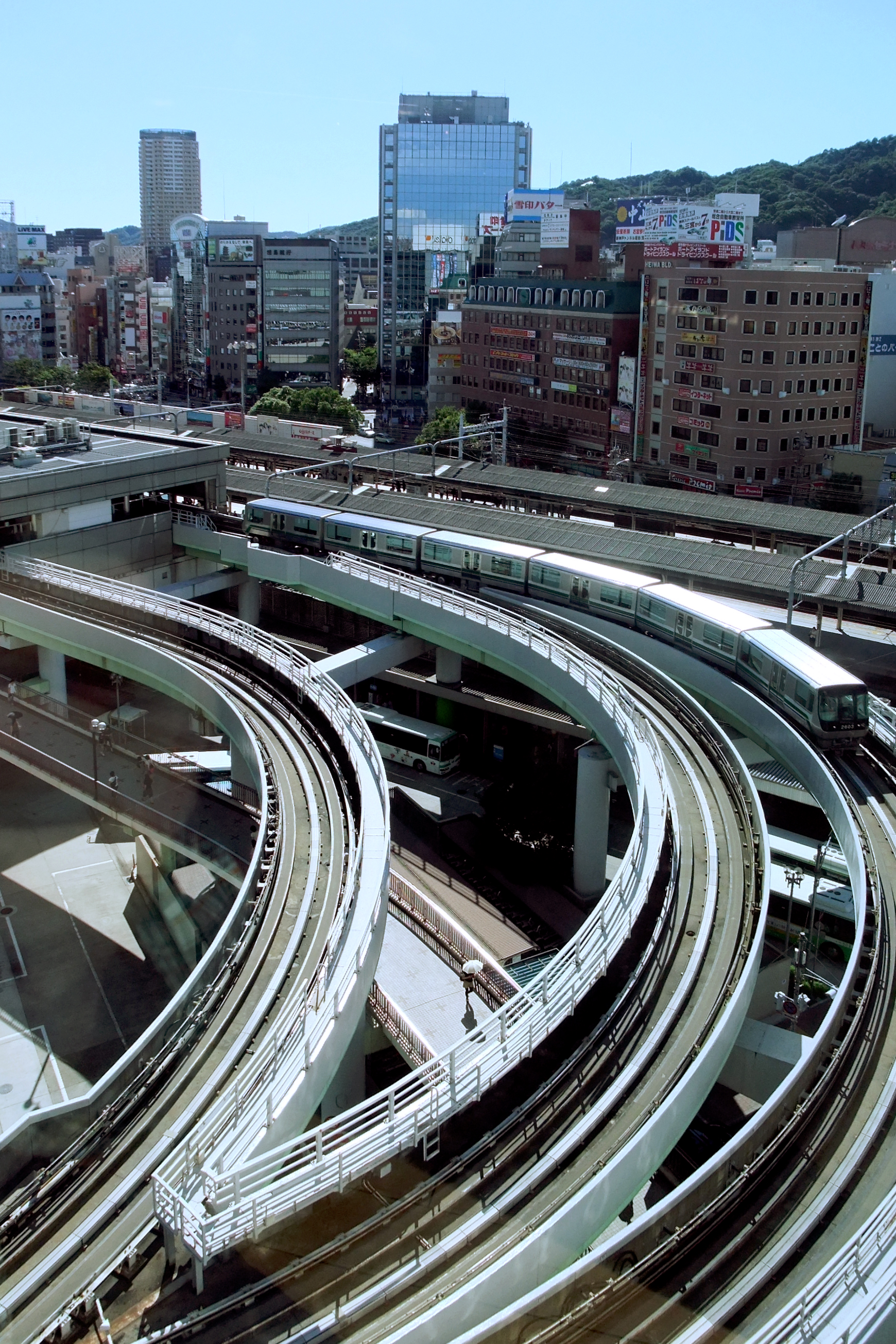
Le Port Liner près de la gare de Sannomiya

Port Liner (ポートライナー, Pōtorainā), est une ligne de métro automatique sur pneus à Kobe au Japon. Elle relie la gare de Sannomiya à l'aéroport de Kobe en passant par l'île du Port. La ligne est exploitée par le Kobe New Transit depuis le 5 février 1981.

## Histoire
Le Port Liner a été inauguré le 5 février 1981 entre Sannomiya et l'île du Port. Il s'agit du premier métro automatique au monde à avoir été mis en service commercial. Le VAL du français Matra, mis en service à Lille en 1983, est cependant de conception plus ancienne.
Le 2 février 2006, il est prolongé jusqu'au nouvel aéroport de Kobe.
Le 19 juin 2021, la station de K Computer Mae est renommée Keisan Kagaku Center.

## Stations
La ligne comporte 12 stations. Elle se compose d'un tronçon principal à double voie entre Sannomiya et l'aéroport de Kobe, et d'une boucle intérieure à voie unique entre Shimin-Hiroba et Naka-Kōen.
| Numéro            | Station              | Nom japonais     | Distance (km) | Correspondances                                                                                             |
| ----------------- | -------------------- | ---------------- | ------------- | --- |
| Tronçon principal |                      |                  |               | |
| P01               | Sannomiya            | 三宮             | 0             | JR West : JR Kobe Hanshin : ligne principale Hankyū : Kōbe Métro municipal de Kobe : Seishin-Yamate, Kaigan |
| P02               | Bōeki Center         | 貿易センター     | 0,8           | |
| P03               | Port Terminal        | ポートターミナル | 1,8           | |
| P04               | Naka Kōen            | 中公園           | 2,8           | |
| P05               | Minatojima           | みなとじま       | 3,3           | |
| P06               | Shimin Hiroba        | 市民広場         | 3,8           | |
| P07               | Iryō Center          | 医療センター     | 4,6           | |
| P08               | Keisan Kagaku Center | 計算科学センター | 5,4           | |
| P09               | Aéroport de Kobe     | 神戸空港         | 8,2           | |
| Boucle            |                      |                  |               | |
| P06               | Shimin Hiroba        | 市民広場         | 0             | |
| PL07              | Minami Kōen          | 南公園           | 0,6           | |
| PL08              | Naka Futō            | 中埠頭           | 1,2           | |
| PL09              | Kita Futō            | 北埠頭           | 1,7           | |
| P04               | Naka Kōen            | 中公園           | 2,6           | |

## Matériel roulant
| Série | Série | Livraison | Suppression | Constructeur              | Nombre de rame | Photo |
| ----- | ----- | --------- | ----------- | ------------------------- | -------------- | ----- |
| 8000  | 8000  | 1981      | 2009        | Kawasaki Heavy Industries | 12             |       |
| 2000  | 2000  | 2006      | En service  | Kawasaki Heavy Industries | 19             |       |
| 2000  | 2020  | 2016      | En service  | Kawasaki Heavy Industries | 2              |       |

## Exploitation
Un système de tarification à la distance parcourue existe. Le ticket Port Liner n'est pas réutilisable sur le réseau du métro municipal de Kobe.